# Flickan från tredje raden
Flickan från tredje raden er en svensk film fra 1949 af Hasse Ekman.
- Manuskript Hasse Ekman.
- Instruktion Hasse Ekman.

## Medvirkende
- Hasse Ekman
- Hilda Borgström
- Maj-Britt Nilsson
- Sven Lindberg
- Eva Henning
- Gunnar Olsson
- Sigge Fürst
- Siv Thulin
- Stig Olin
- Ingrid Backlin
- Gunnar Björnstrand
- Hilding Gavle
- Barbro Hiort af Ornäs
- Francisca Lindberg